# 藏玄参属
藏玄参属（学名：Oreosolen）是玄参科下的一个属，为簇生、稍肉质草本植物。该属共有2种，分布于喜马拉雅一带。